# Доходный дом сельскохозяйственного товарищества «Помещик»
Дохо́дный дом сельскохозя́йственного това́рищества «Поме́щик»  — историческое здание в стиле северного модерна, расположенное в Санкт-Петербурге по адресу 7-я Красноармейская улица, 28-30 / Измайловский проспект, 16. Дом был построен в 1911—1912 годах для компании «Помещик», занимавшейся продажей молока и молочных продуктов. Автор проекта — архитектор Яков Блувштейн. Выразительный облик здания и украшающая угловую часть башенка с куполом делают его архитектурной доминантой проспекта.

## История

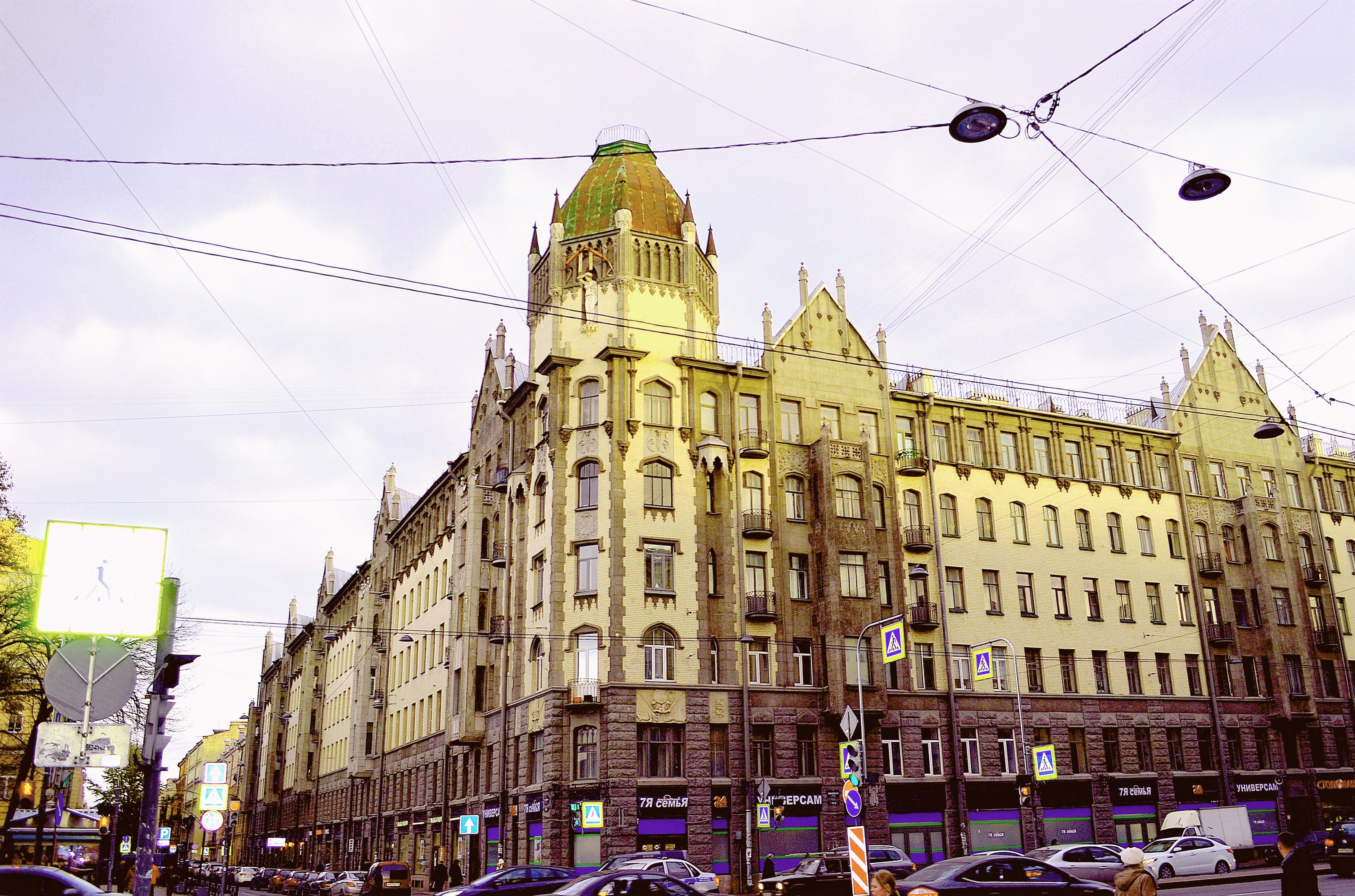
Дом в 2015 году

### Сведения об участке и первых владельцах
Первая застройка участка была зарегистрирована в 1822 году — тогда уже существовал комплекс деревянных построек из главного дома, прачечной, сарая, погреба, мастерской, конюшни и дровяного склада. Сведения о владельце сохранились только от 1862-го — тогда поручик В. В. Корвин-Круковский продал имение коллежскому секретарю Василию Павловичу Иванову. При Корвин-Круковском были перестроены в кирпиче конюшни, а затем возведён трёхэтажный каменный доходный дом на 78 жилых комнат. После череды владельцев и перестроек в камне в 1889 году владение выкупила жена надворного советника Надежда Георгиевна Неёлова, к тому моменту на участке находились главный дом с флигелем, мастерская и три одноэтажных здания.

### Товарищество «Помещик»
Устав товарищества был утверждён 14 июня 1900 года в Ревеле. Компания являлась поставщиком молока и молочной продукции с частных прибалтийских хозяйств. Уже спустя 10 лет у «Помещика» было 40 магазинов в Петербурге и работала доставка на дом. В 1910-х «Помещик» получил титул Поставщика Императорского двора и право изображать на упаковках Малый герб. Условиями для получения почётного звания были: восьмилетний срок работы без единой жалобы от покупателя, образцовое качество продукции, низкие цены, победы на международных и всероссийских выставках. Поставщикам двора надлежало содержать образцовые магазины, нанимая только персонал с рекомендациями. Титул присваивался лично владельцу компании и не передавался по наследству. В случае, если на продукцию или работу магазинов появлялась жалоба, восьмилетний срок «обнулялся».

### Строительство и описание
22 марта 1911 года Товарищество выкупило участок у Надежды Неёловой. По документам невыплаченный кредит на владении достигал почти 80 тыс. рублей. Погасив долг, компания пригласила возвести новый дом молодого архитектора Якова Блувштейна. Вероятно, он получил проект благодаря протекции Александра Лишневского. Встроив уже существовавшее на участке каменное трёхэтажное здание в новый объём, он возвёл восьмиэтажный доходный дом в стиле северного модерна. Масштабное здание с девятью парадными получило два двора-колодца, площадь внутренних помещений составила более 20 тыс. м². Разрешение на ввод в эксплуатацию было выдано Отделом частновладельческого строительства городской Управы 5 ноября 1912 года. В здании были использованы самые современные на тот момент инженерные решения: проведена центральная канализация, водопровод, пылесос, установлены лифты и котельные водяного отопления. Внутренние помещения получили выразительную отделку — лепнину потолков, витражи, кафельные печи и камины. Арендаторам предлагалось два типа квартир — маленькие (от 100 до 160 м²) и «генеральские» (около 240 м²), выходящие окнами на перекрёсток и две улицы.
Стилевое решение фасадов дома «Помещика» Блувштейна во многом повторяет Дома городских учреждений Лишневского. Блувштейн использовал контрастные материалы отделки и декоративные элементы из разных стилей. Фасады выложены тёсаным и колотым камнем, бархатистой штукатуркой и гладкой керамической плиткой. От третьего до пятого этажа идут эркеры, переходящие в готические щипцы. Угловую часть здания венчает гранёная башня с аркадой под остроконечными фиалами и куполом с небольшим фонарём и шпилем, выступающая архитектурной доминантой проспекта. Лепнина на фасаде характерна для северного модерна — его представляют скульптуры сов, лисиц, зайцев, медведей и волков. Кроме того, дом обильно украшен растительным декором, гротесковыми масками, рельефами, декоративными вазами и маскаронами-демонами. На фасадах в угловой части размещёны элементы герба Эстляндской губернии — геральдические леопарды. В нише башни установлена статуя Грации, которую с некоторых источниках называют «Жница, утирающая со лба пот».
В здании разместились правление и склады товарищества «Помещик», а также круглосуточный магазин. Во флигеле на первом этаже работал кинотеатр на 200 мест, во дворе был предусмотрен гараж. Также в доме работало фотоателье Владимира Максимовича Кодлубовича. Среди выдающихся жильцов здания был солист Мариинского театра Павел Александрович Маржецкий.

### После революции
После революции здание национализировали, квартиры отдали под коммунальное жильё и общежития. На месте бывшего магазина «Помещик» открыли гастроном № 22. После снятия блокады на его месте заработал «Особторг» № 3, где можно было купить дефицитные продукты в обмен на золото. В 1962 году в доме открылся магазин «Стрела». Он стал первым в городе, где были установлены кассы-автоматы. Согласно справочнику «Весь Ленинград» от 1965 года, тогда в доме также работали 4-й цех фабрики игрушек, сберкасса № 2005, производственные мастерские ПТУ № 18.
В советские годы в здании несколько раз делали частичный ремонт. В 1962 году были заменены перекрытия между первым и вторым этажами. В 1980-х подвели централизованную городскую систему отопления, частично поменяли трубы, по желанию жильцов в квартирах на старый паркет стелили новый.

### XXI век
До настоящего времени здание практически полностью сохранило оригинальный облик, за исключением шпиля на куполе. Согласно городской легенде, его снесли в блокаду, чтобы установить «зенитку». В 1950-х была предпринята попытка реставрации, однако оригинальный шпиль разыскать не удалось, а попытки изготовить и установить новый также не увенчались успехом. По другим источникам, шпиль был утрачен при пожаре в начале 1980-х.
К 2010 году фасады здания находились в аварийном состоянии. В 2011—2015 была проведена реставрация. В 2019 дом включили в программу финансирования за счёт туристического сбора, в результате которой на реставрацию фасадов будет выделено 96 млн рублей.